# 王浙
王浙（？—？），字石額，河南汝寧府光州商城縣人，民籍。明朝進士、官員。

## 生平
嘉靖元年（1522年）壬午科河南鄉試第二十六名舉人，五年（1526年）丙戌科第二甲第六十七名進士，授戶部主事，升郎中，出為永州府知府，升四川威茂道副使，二十二年十二月考察去职。

## 家族
祖父王惠；父王銘，封承德郎戶部主事。
娶曾氏，封安人。子王莚，隆慶五年進士，任陝西苑馬寺少卿。次子王蓯，官臨洮府同知，年未艾即致政。季子王荍，弱冠負有文名，萬曆年間以明經授吳堡知縣。
弟王津，嘉靖辛酉举人，官上津县知县；侄王梓，嘉靖甲子举人；侄孫王照，万历进士。